# Зин ел Абидин ибн Али
Зин ел Абидин ибн Али (арап. زين العابدين بن علي; Хамам Сус, Тунис, 3. септембар 1936 — Џеда, 19. септембар 2019), познат и као Бен Али, је био други по реду председник Туниса. Ту функцију је вршио од 7. новембра 1987, па све док није био приморан да се повуче са власти 14. јануара 2011. године. После повлачења са власти Зин ел Абидин ибн Али је отишао у Саудијску Арабију где је живео до краја живота.

## Председник
Рођен је 3. септембра 1936. у Тунису, у месту Хамам Сус, а школовао се у Француској.
Режим који је водио оцењен је као ауторитаран и недемократски, према независним међународним групама за људска права, као што је Амнести интернашонал.

## Оптужбе
После одласка са власти Зин ел Абидин ибн Али је осуђен у одсуству у три поступка у Тунису. Први пут је осуђен 4. јула 2011. године на 15 и по година затвора и новчану казну од 54.000 евра, због поседовања оружја, наркотика и илегалне трговине археолошким антиквитетима. У јуну 2011. године он и супруга су осуђени на по 35 година затвора и 45 милиона евра због злоупотребе државних фондова, након што је полиција у њиховој палати нашла велику количину новца и накита. Крајем јула 2011. године суд у Тунису осудио га је на 16 година затвора, по оптужбама за корупцију и имовинску превару. Прву пресуду је Ибн Али одбацио назвавши је „пародијом правде“ и „политичком ликвидацијом“. У 2012. осуђен је у одсуству на доживотну робију.

## Смрт
Зин ел Абидин ибн Али је преминуо 19. септембра 2019. године у Џеди у својој 83. години живота.